# Franz Ackerl
Franz Ackerl (* 19. Mai 1901 in Wien; † 3. Mai 1988 ebenda) war ein österreichischer Geodät und Hochschullehrer für Geodäsie und Photogrammetrie an der Hochschule für Bodenkultur in Wien.

## Leben
Der Sohn eines Beamten maturierte 1919 und studierte dann Kulturtechnik und Forstwirtschaft an der Hochschule für Bodenkultur, 1927 habilitierte er sich dort in Geodäsie. 1934 wurde er außerordentlicher Professor an der Hochschule, nach einer Verwundung im Zweiten Weltkrieg 1946 ordentlicher Professor für Geodäsie und Photogrammetrie. 1951/52 war er Rektor.
Neben seiner Lehrtätigkeit – die sich auf die Vermessungskunde und ihre Anwendungen in der Kulturtechnik konzentrierte – forschte er auch auf dem Gebiet der Erdmessung und der Fernerkundung. In seinem bekannten Lehrbuch Geodäsie und Photogrammetrie (Fromme 1950, 1956) vereinigte er beide Tätigkeitsbereiche, was von Fachleuten der Höheren Geodäsie wie Karl Ledersteger kritisiert wurde. Der Verbreitung seines Lehrbuches tat dies keinen Abbruch; es enthält eine bis heute selten übertroffene Vielfalt an geodätischen und instrumentenkundlichen Themen und Methoden. Naturgemäß sind aber die erst um 1959 entwickelten Verfahren der  Kosmischen Geodäsie noch nicht enthalten.
Nach seiner Emeritierung trat er als Laienbruder in die Abtei Seckau ein. Nachfolger Franz Ackerls am geodätischen Institut der Hochschule für Bodenkultur wurde 1971 Gerhard Stolitzka, früher Dozent an der  Technischen Universität Wien und Zivilingenieur (U-Bahnbau). 
Seit 1952 war Ackerl Ehrenmitglied der katholischen Studentenverbindung KÖHV Amelungia Wien im ÖCV. Er wurde am Gersthofer Friedhof bestattet.

## Herausgeber
- Zeitschrift für Vermessungswesen, Jahrgänge ab 1956
- Österreichische Zeitschrift für Vermessung und Geoinformation (noch zu recherchieren)